# Gira al sur
Gira al sur es el octavo disco oficial de Congreso, grabado en vivo durante una gira al sur de Chile en 1987. El formato de este álbum fue de casete doble.
Existe una reedición que omite algunos temas y además cambia el nombre del disco a "Congreso en Vivo".

## Historia
Luego del exitoso lanzamiento de Estoy que me muero..., Congreso a modo de terminar una era y comenzar otra, emprenden una gira al sur de Chile en donde repasan sus 18 años de trayectoria.
Deciden entonces, grabar y luego editar esta gira en un disco, que por la cantidad de material se convierte en uno doble.
Cabe destacar que este disco es el primero en vivo de la banda.

## Música y lírica
Este álbum incluye canciones clásicas, como también de la placa de 1986 a modo de promoción. Incluye además un tema inédito: "Canción de la gira" y "Coco - Loco" canción del disco Pájaros de Arcilla, pero en esta ocasión mucho más extensa.
"Canción de Nkwambe" tributa a todos los que no están, con unas muy bellas palabras de Sazo, y "Arco iris de hollín" cierra con gran majestuosidad este disco.

## Lista de canciones
- Vol. 1:

Lado A:
1. Hijo del sol luminoso. (Joe Vasconcellos - Sergio "Tilo" González)
2. Canción de la gira. (Sergio "Tilo" González - Francisco Sazo)
3. El cielito de mi pieza. (Fernando González)
4. Nocturno. (Sergio "Tilo" González - Francisco Sazo)

Lado B:
1. Primera procesión. (Sergio "Tilo" González)
2. Canción de Nkwambe. (Sergio "Tilo" González - Francisco Sazo)
3. Coco - Loco. (Sergio "Tilo" González)
4. El color de la iguana. (Fernando González- Francisco Sazo - Arturo Riesco)

- Vol. 2:

Lado A:
1. Calypso intenso, casi azul. (Sergio "Tilo" González - Francisco Sazo)
2. Maestranzas de noche. (Fernando González - Pablo Neruda)
3. Los maldadosos. (Sergio "Tilo" González - Francisco Sazo)
4. Viaje por la cresta del mundo. (Sergio "Tilo" González)

Lado B:
1. La isla del tesoro. (Sergio "Tilo" González - Francisco Sazo)
2. ¿Dónde estarás? (Fernando González- Francisco Sazo)
3. Vuelta y vuelta. (Sergio "Tilo" González)
4. Arco iris de hollín. (Sergio "Tilo" González - Francisco Sazo)

## Integrantes
- Francisco Sazo: voz, textos
- Hugo Pirovic: flauta traversa, voz.
- Jaime Atenas: saxo soprano, tenor, clarinete flauta traversa.
- Ricardo Vivanco: marimba, cueros, accesorios.
- Fernando González: guitarra eléctrica.
- Jaime Vivanco: piano acústico, teclados.
- Patricio González: violoncelo, charango.
- Jorge Campos: bajo eléctrico, contrabajo.
- Sergio "Tilo" González: composición, batería.